# Resna glasba
Résna glásba je klasična glasba, ki se ne ozira na vsebine. Poudarja umetniško zavzetost glasbenega dela.